# Collingwood Football Club
El Collingwood Football Club és un club professional de futbol australià australià de la ciutat de Melbourne que disputa l'Australian Football League.

## Palmarès
- Victorian Football Association: 1896
- Australian Football League: 1902, 1903, 1910, 1917, 1919, 1927, 1928, 1929, 1930, 1935, 1936, 1953, 1958, 1990, 2010
- McClelland Trophy: 1959, 1960, 1964, 1965, 1966, 1970